# Rzeczyca Księża
Rzeczyca Księża – wieś w Polsce położona w województwie lubelskim, w powiecie kraśnickim, w gminie Trzydnik Duży.
Na terenie wsi wypływa rzeka Karasiówka.
Wieś duchowna  położona była w drugiej połowie XVI wieku w powiecie urzędowskim województwa lubelskiego. W latach 1975–1998 miejscowość administracyjnie należała do województwa tarnobrzeskiego.
Wieś stanowi sołectwo gminy Trzydnik Duży. Według Narodowego Spisu Powszechnego (III 2011 r.) wieś liczyła 772 mieszkańców.
Wieś jest siedzibą rzymskokatolickiej parafii Świętego Krzyża.

## Historia
Według Słownika geograficznego Królestwa Polskiego z roku 1889, Rzeczyca Księża wieś w powiecie janowskim, gminie Trzydnik, parafii Kraśnik. Na jej obszarze ma źródła jeden z dwu strumieni tworzących rzekę Karasiówkę, dopływ Sanny. W 1827 roku było tu 59 domów 316 mieszkańców.
W połowie XV wieku jak to wynika z opisu Długosza Rzeczyca w parafii Kraśnik stanowi własność klasztoru w Kraśniku, miała 18 łanów kmiecych z których płacono czynszu po 16 groszy klasztorowi. Nie odrabiano pańszczyzny w tygodniu, tylko powabę wiosenną i zimową. Były tam 2 sadzawki i młyn. Klasztor dostawał 2 miarki a młynarz trzecią. Kmiecie dawali klasztorowi jeszcze 2 koguty, 2 sery, 30 jaj. Dziesięcinę snopową, wartości 10 grzywien dawali plebanowi w Pniewie. Jan Lutko, biskup Krakowski, założył kościół parafialny w Pniewie i uposażył go dziesięciną (Długosz L.B. t. s. 500, 575, t.III s.174). W 1531 roku wieś Rzeczyca Księża, w parafii Kraśnik, miała 3 ½ łana. (Pawiński, Małop., 374).
27 stycznia 1944 żandarmeria niemiecka dokonała pacyfikacji wsi. Zamordowała 5 osób (nazwiska ofiar zostały ustalone) i spaliła 20 zabudowań gospodarczych.